# 송파중학교
송파중학교(松坡中學校)는 대한민국 서울특별시 송파구 가락동에 있는 공립 중학교이다.

## 학교 연혁
- 1977년 12월 7일 : 성동중학교 이전 개교
- 1978년 1월 5일 : 거여중학교로 교명 변경
- 1978년 2월 27일 : 초대 유병국 교장 부임
- 1978년 2월 27일 : 본관(23교실) 신축 준공
- 1978년 3월 4일 : 개교 및 신입생 8학급(여) 입학식
- 1979년 3월 4일 : 강동중학교로 교명 변경
- 1997년 3월 1일 : 송파중학교로 교명 변경
- 2010년 1월 28일 : 사교육 없는 학교 자율학교 지정
- 2022년 9월 1일 : 제16대 송희숙 교장 부임
- 2023년 1월 3일 : 제43회 졸업식(남 168명, 여 173명 계 341명) 졸업생 총수 26,738명
- 2023년 3월 2일 : 제46회 입학식(303명 남 135명, 여 168명)

## 참고 자료
- 송파중학교 - 한국교육학술정보원 학교알리미